# Deanne Bergsma
Deanne Bergsma (Harrismith, 16 aprile 1941) è un'ex ballerina sudafricana.

## Biografia
Nata e cresciuta in Sudafrica, Deanne Bergsma ha studiato danza sotto la supervisione di Marjory Sturman e poi alla Royal Ballet School di Londra dal 1957. Dal 1959 ha danzato con il Royal Ballet, di cui ha scalato rapidamente i ranghi fino a diventare prima ballerina. Nel corso della sua carriera ha danzato molti dei maggiori ruoli femminili del repertorio, tra cui Odette e Odile ne Il lago dei cigni, Myrtha in Giselle, la protagonista in Sylvia, Berta in Ondine, Lykanion in Dafni e Cloe, la fata della Cenerentola, l'eponima protagonista di Rajmonda, la fanciulla ne La sagra della primavera e ruoli principali nei balletti di Bronislava Fominična Nižinskaja Les biches e Les Noces. È stata spesso partner sulle scene di Rudol'f Nureev.
Grande interprete dell'opera di Frederick Ashton, negli ultimi anni della sua carriera Bergsma ha cominciato ad apparire al Covent Garden non solo in balletti, ma anche in ruoli muti in diverse opere liriche. Nel 1973 ha interpretato la madre di Tadzio in occasione della prima di Morte a Venezia di Benjamin Britten, a cui sono seguiti i ruoli di Stella ne I racconti di Hoffmann e Berenice ne La clemenza di Tito.
Pur essendosi ritirata dalle scene nel 1975, negli anni seguenti è tornata a danzare alla Royal Opera House su invito di Anthony Dowell, che la volle in allestimenti di Ondine, L'uccello di fuoco e Il lago dei cigni. Successivamente è stata un membro del comitato direttivo del Royal Ballet per otto anni e poi insegnante di danza alla Royal Ballet School, di cui è stata anche esaminatrice fino al 2020.
È sposata con Keith Grant dal 1968 e la coppia ha avuto due figli: Sam Henry (nato nel 1975) e Katherine Daisy (nata nel 1977).